# Distretto di Acheng
Il distretto di Acheng (阿城区S, Àchéng QūP) è un distretto della Cina, situato nella provincia di Heilongjiang e amministrato dalla prefettura di Harbin.